# USAC-Saison 1978
Die USAC-Saison 1978 war die 57. Meisterschaftssaison im US-amerikanischen Formelsport. Sie begann am 18. März in Phoenix und endete am 28. Oktober ebenfalls in Phoenix. Tom Sneva verteidigte seinen Titel aus dem Vorjahr. Das gelang ihm ohne ein Rennen zu gewinnen. Nach Tony Bettenhausen in der Saison 1958 war er der zweite Fahrer, dem dies gelang.

## Rennergebnisse
| Nr. | Datum         | Veranstaltung (Rennstrecke)                                                  | Meilen  | Sieger            | Siegerteam         |
| --- | ------------- | ---------------------------------------------------------------------------- | ------- | ----------------- | ------------------ |
| 1   | 18. März      | Jimmy Bryan 150 (Phoenix International Raceway) (O)                          | 150     | Gordon Johncock   | Wildcat-DGS        |
| 2   | 26. März      | Datsun Twin 200 (Ontario Motor Speedway) (O)                                 | 200     | Danny Ongais      | Parnelli-Cosworth  |
| 3   | 15. April     | Coors 200 (Texas World Speedway) (O)                                         | 200     | Danny Ongais      | Parnelli-Cosworth  |
| 4   | 23. April     | Gabriel 200 (Trenton International Speedway) (O)                             | 201     | Gordon Johncock   | Wildcat-DGS        |
| 5   | 28. Mai       | International 500 Mile Sweepstakes (Indianapolis Motor Speedway) (O)         | 500     | Al Unser          | Lola-Cosworth      |
| 6   | 11. Juni      | Molson Diamond Indy (Mosport Park) (P)                                       | 186,884 | Danny Ongais      | Parnelli-Cosworth  |
| 7   | 18. Juni      | Rex Mays Classic (The Milwaukee Mile) (O)                                    | 150     | Rick Mears        | Penske-Cosworth    |
| 8   | 25. Juni      | Schaefer 500 (Pocono International Raceway) (O)                              | 500     | Al Unser          | Chaparral-Cosworth |
| 9   | 16. Juli      | Norton Twin 200 (Michigan International Speedway) (O)                        | 200     | Johnny Rutherford | McLaren-Cosworth   |
| 10  | 23. Juli      | Gould Twin Dixie (Atlanta International Raceway) (O)                         | 152,2   | Rick Mears        | Penske-Cosworth    |
| 11  | 06. August    | Texas Grand Prix (Texas World Speedway) (O)                                  | 200     | A.J. Foyt         | Coyote-Foyt        |
| 12  | 20. August    | Tony Bettenhausen 200 (The Milwaukee Mile) (O)                               | 200     | Danny Ongais      | Parnelli-Cosworth  |
| 13  | 03. September | California 500 (Ontario Motor Speedway) (O)                                  | 500     | Al Unser          | Chaparral-Cosworth |
| 14  | 16. September | Gould Grand Prix (Michigan International Speedway) (O)                       | 150     | Danny Ongais      | Parnelli-Cosworth  |
| 15  | 23. September | Machinist Union 150 (Trenton International Speedway) (O)                     | 150     | Mario Andretti    | Penske-Cosworth    |
| 16  | 01. Oktober   | Daily Empress Indy Silverstone (Silverstone Circuit) (P)                     | 111,416 | A.J. Foyt         | Coyote-Foyt        |
| 17  | 07. Oktober   | Daily Mail Indy Trophy (Brands Hatch Indy Circuit) (P)                       | 120     | Rick Mears        | Penske-Cosworth    |
| 18  | 28. Oktober   | Miller High Life Bobby Ball Memorial 150 (Phoenix International Raceway) (O) | 150     | Johnny Rutherford | McLaren-Cosworth   |

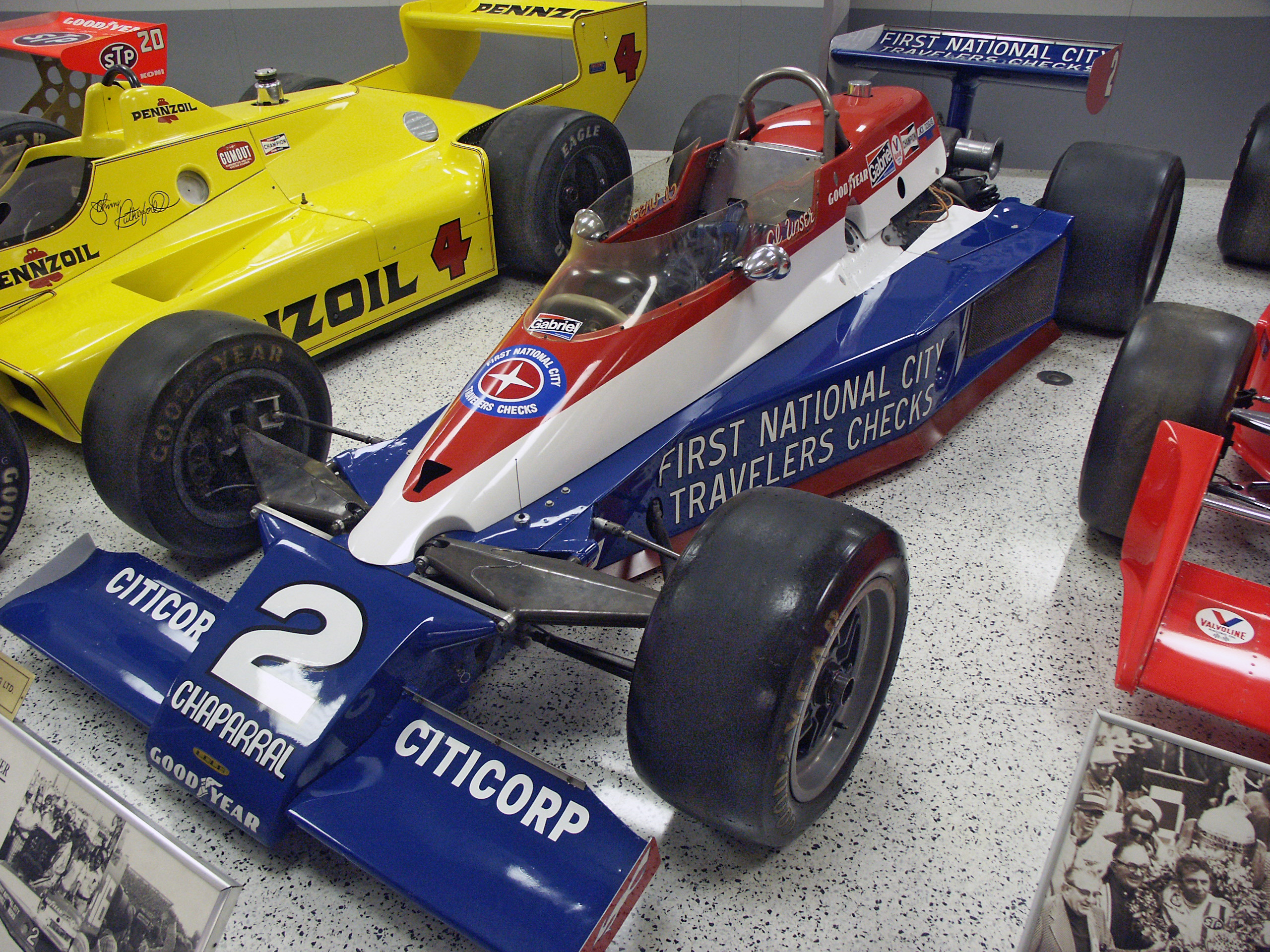
Unsers Indy-500-Wagen

- Erklärung: O: Oval, P: permanenter Straßenkurs

## Fahrer-Meisterschaft (Top 10)
| 1. | Tom Sneva         | 4153 |
| 2. | Al Unser          | 4031 |
| 3. | Gordon Johncock   | 3548 |
| 4. | Johnny Rutherford | 3067 |
| 5. | A.J. Foyt         | 3024 |

| 6.  | Wally Dallenbach sr. | 2966 |
| 7.  | Steve Krisiloff      | 2874 |
| 8.  | Danny Ongais         | 2662 |
| 9.  | Rick Mears           | 2171 |
| 10. | Pancho Carter        | 1206 |